# Soulanges (Marne)
Pour les articles homonymes, voir Soulanges.
Soulanges est une commune française, située dans le département de la Marne en région Grand Est. Les habitants de Soulanges sont appelés les Soulangeois et Soulangeoises.

## Géographie

### Localisation
Le village de Soulanges se situe géographiquement à une altitude de 145 mètres en moyenne et la mairie se situe à 98 mètres environ. La ville la plus proche de Soulanges est Vitry-le-François à environ 10 kilomètres.
| Songy                    | Ablancourt | Aulnay-l'Aître            |
| Pringy                   | Soulanges  | Saint-Amand-sur-Fion      |
| Drouilly Loisy-sur-Marne | Couvrot    | Saint-Lumier-en-Champagne |

### Hydrographie
La commune est dans la région hydrographique « la Seine de sa source au confluent de l'Oise (exclu) » au sein du bassin Seine-Normandie. Elle est drainée par la Marne, le canal latéral à la Marne et divers autres petits cours d'eau,.
La Marne  prend sa source sur le plateau de Langres, dans la commune de Saints-Geosmes (Haute-Marne) et se jette dans la Seine entre Charenton-le-Pont et Alfortville (Val-de-Marne) dans le quartier de Conflans-l'Archevêque. 
Le canal latéral à la Marne est un canal, chenal navigable de 67 km reliant Vitry-le-françois à Mardeuil où il se jette dans la Marne. 

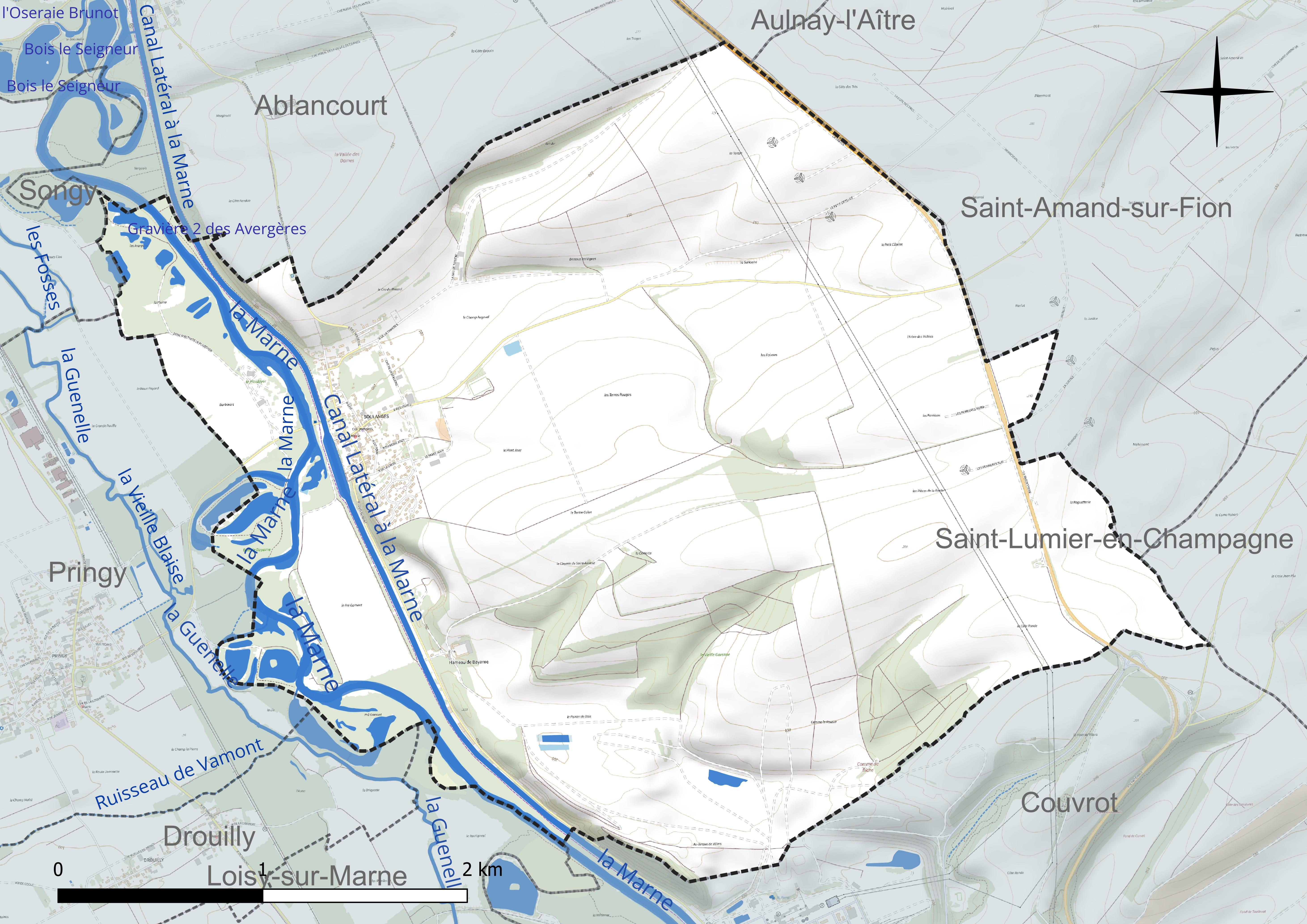
Réseau hydrographique de Soulanges.

Quatre plans d'eau complètent le réseau hydrographique : la gravière 1 du Bois de Bayarne, d'une superficie totale de 2 ha (0,2 ha sur la commune), la gravière 2 des Avergères, d'une superficie totale de 1,4 ha (1,2 ha sur la commune), la gravière 2 du Bois de Bayarne (2,3 ha) et la gravière 3 des Avergères, d'une superficie totale de 1,2 ha (0,6 ha sur la commune),.

### Climat
Pour des articles plus généraux, voir Climat du Grand Est et Climat de la Marne.
En 2010, le climat de la commune est de type climat océanique dégradé des plaines du Centre et du Nord, selon une étude du Centre national de la recherche scientifique s'appuyant sur une série de données couvrant la période 1971-2000. En 2020, Météo-France publie une typologie des climats de la France métropolitaine dans laquelle la commune est exposée à un climat océanique altéré et est dans la région climatique  Nord-est du bassin Parisien, caractérisée par un ensoleillement médiocre, une pluviométrie moyenne régulièrement répartie au cours de l’année et un hiver froid (3 °C). 
Pour la période 1971-2000, la température annuelle moyenne est de 10,6 °C, avec une amplitude thermique annuelle de 15,6 °C. Le cumul annuel moyen de précipitations est de 753 mm, avec 12,2 jours de précipitations en janvier et 8,4 jours en juillet. Pour la période 1991-2020, la température moyenne annuelle observée sur la station météorologique de Météo-France la plus proche, « Frignicourt », sur la commune de Frignicourt à 11 km à vol d'oiseau, est de 11,5 °C et le cumul annuel moyen de précipitations est de 694,6 mm. 
La température maximale relevée sur cette station est de 41,7 °C, atteinte le 25 juillet 2019 ; la température minimale est de −22 °C, atteinte le 9 janvier 1985,,. 
Les paramètres climatiques de la commune ont été estimés pour le milieu du siècle (2041-2070) selon différents scénarios d'émission de gaz à effet de serre à partir des nouvelles projections climatiques de référence DRIAS-2020. Ils sont consultables sur un site dédié publié par Météo-France en novembre 2022.

## Urbanisme

### Typologie
Au 1er janvier 2024, Soulanges est catégorisée commune rurale à habitat dispersé, selon la nouvelle grille communale de densité à sept niveaux définie par l'Insee en 2022.
Elle est située hors unité urbaine. Par ailleurs la commune fait partie de l'aire d'attraction de Vitry-le-François, dont elle est une commune de la couronne,. Cette aire, qui regroupe 73 communes, est catégorisée dans les aires de moins de 50 000 habitants,.

### Occupation des sols
L'occupation des sols de la commune, telle qu'elle ressort de la base de données européenne d’occupation biophysique des sols Corine Land Cover (CLC), est marquée par l'importance des territoires agricoles (73,8 % en 2018), en diminution par rapport à 1990 (77,8 %). La répartition détaillée en 2018 est la suivante : 
terres arables (73,8 %), forêts (11,6 %), mines, décharges et chantiers (9,2 %), eaux continentales (3,2 %), zones urbanisées (2,3 %). L'évolution de l’occupation des sols de la commune et de ses infrastructures peut être observée sur les différentes représentations cartographiques du territoire : la carte de Cassini (XVIIIe siècle), la carte d'état-major (1820-1866) et les cartes ou photos aériennes de l'IGN pour la période actuelle (1950 à aujourd'hui).

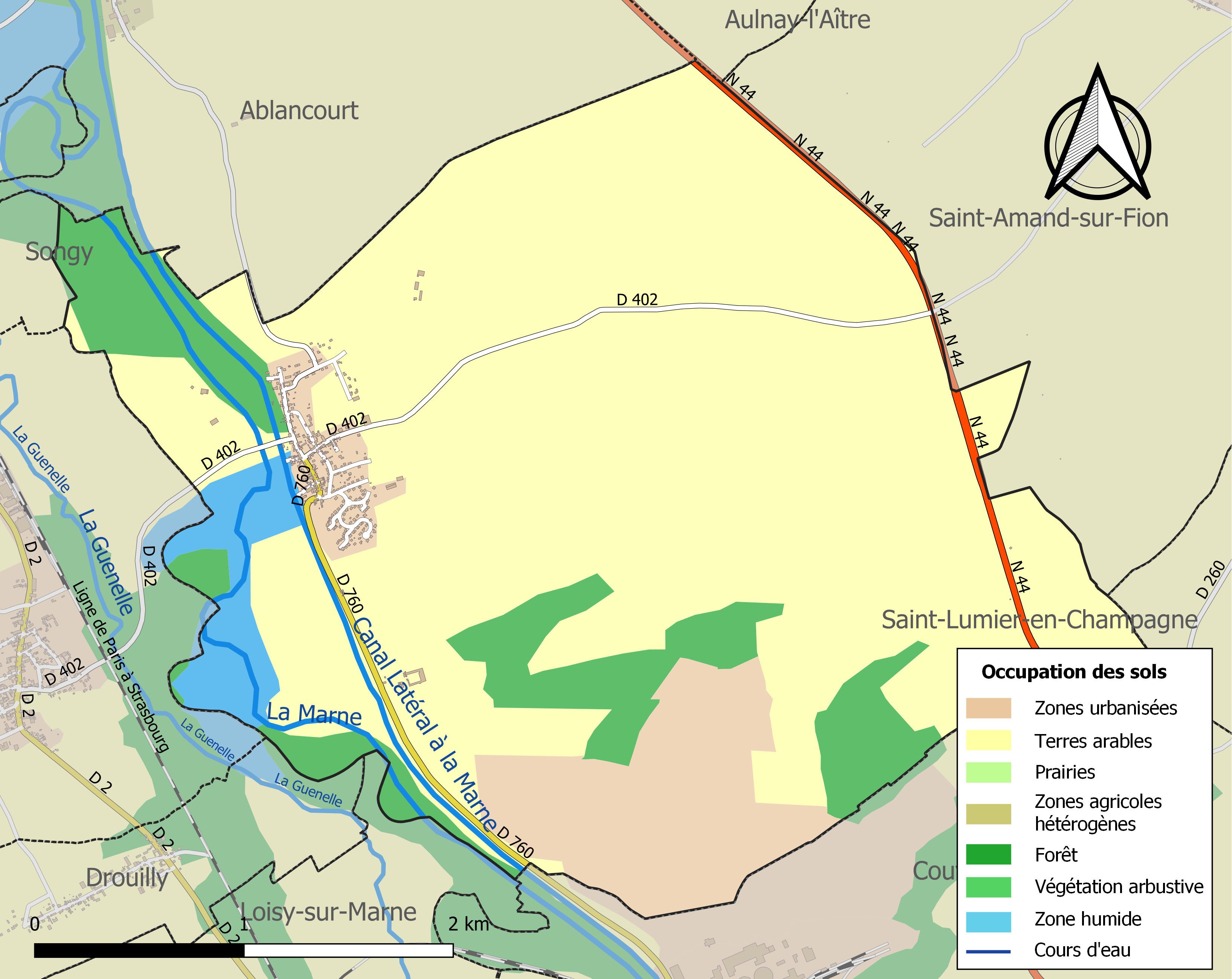
Carte des infrastructures et de l'occupation des sols de la commune en 2018 (CLC).

## Toponymie
Le nom de la localité est attesté sous les formes Solengia (1043) ; Solengæ (1230) ; Soulenges, Soulanges (1232) ; Solangiae (1233) ; Solanges (1234) ; Solenges (1238) ; Soulenge (vers 1252) ; Soloinges (1271) ; Soullainges, Solinges (vers 1274) ; Sollenges (128.) ; Solangia (1289) ; Soulange (1404) ; Soulangiæ (1405) ; Soullanges (1538) ; Soulengiæ (1542).

## Histoire
L’usine de chaux de Soulanges a été active de 1884 au début des années 1970, époque à laquelle elle est définitivement désaffectée et réduite à l’état de vestiges. Elle avait employé jusqu’à 230 ouvriers vers 1920.

## Politique et administration

### Rattachements administratifs et électoraux
La commune se trouve dans l'arrondissement de Vitry-le-François du département de la Marne. Pour l'élection des députés, elle fait partie depuis 2012 de la cinquième circonscription de la Marne.
Elle faisait partie de 1801 à 1973 du canton de Vitry-le-François, année où elle intègre le canton de Vitry-le-François-Est. Dans le cadre du redécoupage cantonal de 2014 en France, la commune est désormais intégrée au canton de Vitry-le-François-Champagne et Der.

### Intercommunalité
La commune est membre de la communauté de communes Vitry, Champagne et Der, créée en 2013 et qui a été constituée par la fusion de plusieurs intercommunalités.

### Liste des maires
| Période                                  | Période        | Identité                              | Étiquette | Qualité |
| ---------------------------------------- | -------------- | ------------------------------------- | --------- | --- |
| 1876                                     | 1880           | Gérard                                |           | |
|                                          |                | Baron Hugues de Klopstein (1881-1967) |           | Fabricant de chaux et ciment Nommé conseiller départemental en 1943                                                                         |
| Les données manquantes sont à compléter. |                |                                       |           | |
| avant 1988                               | ?              | Gérard Canive                         |           | |
| 1995                                     | 2002           | Jean Humbert                          |           | |
| juillet 2002                             | juillet 2008   | Danièle Finucci                       |           | |
| juillet 2008                             | septembre 2019 | Raymond Latreuille                    |           | Ancien fonctionnaire de la préfecture de Châlons-en-Champagne Vice-président de la CC Vitry, Champagne et Der (? → 2015) Décédé en fonction |
| décembre 2015                            | mai 2020       | Danièle Finucci                       |           | |
| mai 2020                                 | En cours       | David Bonetti                         |           | |

## Démographie
L'évolution du nombre d'habitants est connue à travers les recensements de la population effectués dans la commune depuis 1793. Pour les communes de moins de 10 000 habitants, une enquête de recensement portant sur toute la population est réalisée tous les cinq ans, les populations de référence des années intermédiaires étant quant à elles estimées par interpolation ou extrapolation. Pour la commune, le premier recensement exhaustif entrant dans le cadre du nouveau dispositif a été réalisé en 2007.

En 2022, la commune comptait 457 habitants, en évolution de −4,39 % par rapport à 2016 (Marne : −1,19 %, France hors Mayotte : +2,11 %).
| 1793 | 1800 | 1806 | 1821 | 1831 | 1836 | 1841 | 1846 | 1851 |
| ---- | ---- | ---- | ---- | ---- | ---- | ---- | ---- | ---- |
| 187  | 199  | 188  | 180  | 144  | 169  | 184  | 212  | 207  |

| 1856 | 1861 | 1866 | 1872 | 1876 | 1881 | 1886 | 1891 | 1896 |
| ---- | ---- | ---- | ---- | ---- | ---- | ---- | ---- | ---- |
| 204  | 213  | 189  | 207  | 227  | 216  | 243  | 230  | 262  |

| 1901 | 1906 | 1911 | 1921 | 1926 | 1931 | 1936 | 1946 | 1954 |
| ---- | ---- | ---- | ---- | ---- | ---- | ---- | ---- | ---- |
| 242  | 249  | 288  | 344  | 398  | 427  | 410  | 399  | 446  |

| 1962 | 1968 | 1975 | 1982 | 1990 | 1999 | 2006 | 2007 | 2012 |
| ---- | ---- | ---- | ---- | ---- | ---- | ---- | ---- | ---- |
| 476  | 495  | 448  | 520  | 547  | 447  | 462  | 464  | 487  |

| 2017 | 2022 | - | - | - | - | - | - | - |
| ---- | ---- | - | - | - | - | - | - | - |
| 470  | 457  | - | - | - | - | - | - | - |

## Culture locale et patrimoine

### Lieux et monuments
- Passage de la rivière Marne.
- Passage du canal latéral à la Marne.

### Personnalités liées à la commune
- Claude de Joybert, écuyer, seigneur de Soulanges et d'Ablancourt[réf. nécessaire].

### Héraldique
| Blason de Soulanges | Blason  | D'azur à la fasce ondée d'argent accompagnée en pointe d'un dragon d'or. |
| Blason de Soulanges | Détails | Le statut officiel du blason reste à déterminer.                         |